# Måns Söderqvist
Måns Söderqvist, né le 8 février 1993 à Emmaboda, est un footballeur suédois. Il évolue au poste d'attaquant avec le club du Kalmar FF.

## Biographie

### En club
Il inscrit 10 buts en première division suédoise en 2014.
Il joue quatre matchs en Ligue Europa en 2012. Il dispute plus de 100 matchs en première division suédoise.

### En équipe nationale
Måns Söderqvist est régulièrement sélectionné dans les équipes nationales de jeunes, des moins de 15 ans jusqu'aux espoirs.

## Palmarès
- Finaliste de la Coupe de Suède en 2011 avec le Kalmar FF